# Blue Springs (Misuri)
Blue Springs es una ciudad ubicada en el condado de Jackson en el estado estadounidense de Misuri. En el Censo de 2010 tenía una población de 52575 habitantes y una densidad poblacional de 908,04 personas por km².

## Geografía
Según la Oficina del Censo de los Estados Unidos, Blue Springs tiene una superficie total de 57.9 km², de la cual 57.69 km² corresponden a tierra firme y (0.37%) 0.21 km² es agua.

## Demografía
Según el censo de 2010, había 52575 personas residiendo en Blue Springs. La densidad de población era de 908,04 hab./km². De los 52575 habitantes, Blue Springs estaba compuesto por el 87.59% blancos, el 6.19% eran afroamericanos, el 0.46% eran amerindios, el 1.24% eran asiáticos, el 0.16% eran isleños del Pacífico, el 1.27% eran de otras razas y el 3.08% pertenecían a dos o más razas. Del total de la población el 4.98% eran hispanos o latinos de cualquier raza.